# Компаниец, Ирина Викторовна
Компаниец Ирина (род. 21 ноября 1993, Кривой Рог, Днепропетровская область) — украинская гандболистка.

## Биография
Родилась 21 ноября 1993 года в городе Кривой Рог Днепропетровской области.

## Спортивная карьера
Играла на позиции левого защитника за клуб «Ювента» (Михаловце) и женскую сборную Украины.

### Спортивные достижения
- Международная лига женского гандбола (WHIL):
  - Победитель: 2019.